# Кандашвили, Илья
Илья Кандашвили (груз. ილია ყანდაშვილი, род. 12 мая 1989 года, Тбилиси, Грузия) — грузинский спортсмен (армрестлер), армспорт. Четырёхкратный победитель чемпионата мира среди людей с ограниченными возможностями (2019 год, Констанца, Румыния, 80 кг), победитель чемпионата мира среди людей с ограниченными возможностями (2023 год, Кишинёв, Молдавия, 90 кг), победитель чемпионата мира среди людей с ограниченными возможностями (2023 год, Алмата, Казахстан, 90 кг), победитель чемпионата мира среди людей с ограниченными возможностями (2024 год, Кишинёв, Молдовия, 90 кг).

## Победы и награды
| Дисциплина  | Местоположение     | Турнир                                                              | Весовая категория | Место |
| ----------- | ------------------ | ------------------------------------------------------------------- | ----------------- | ----- |
| Армрестлинг | Констанца, Румыния | Чемпионат мира среди людей с ограниченными возможностями (2019 год) | 80 кг             | 1     |
| Армрестлинг | Констанца, Румыния | Чемпионат мира среди людей с ограниченными возможностями (2019 год) | 80 кг             | 1     |
| Армрестлинг | Кишинёв, Молдавия  | Чемпионат мира среди людей с ограниченными возможностями (2023 год) | 90 кг             | 1     |
| Армрестлинг | Кишинёв, Молдавия  | Чемпионат мира среди людей с ограниченными возможностями (2023 год) | 90 кг             | 1     |
| Армрестлинг | Алмата, Казахстан  | Чемпионат мира среди людей с ограниченными возможностями (2023 год) | 90 кг             | 1     |
| Армрестлинг | Алмата, Казахстан  | Чемпионат мира среди людей с ограниченными возможностями (2023 год) | 90 кг             | 1     |
| Армрестлинг | Кишинёв, Молдавия  | Чемпионат мира среди людей с ограниченными возможностями (2024 год) | 90 кг             | 1     |